# Горномарийская Википедия
Горномари́йская Википе́дия (горномар. Кырык марла Википеди) — раздел Википедии на горной норме марийского языка. Стартовала 17 октября 2010 года 7-й среди языков финно-угорских народов России и 17-й среди всех языков народов России. На 12 февраля 2012 года содержала 5054 статьи (138 место), являясь первой по количеству статей в российском финно-угорском списке. В этом разделе Википедии нет ни одного администратора.
Как и в большинстве вики-проектов на языках небольших народов, в горномарийской Википедии развита лингвистическая, краеведческая и другие национальные темы. Минусами данного проекта является плохая охваченность базовых статей, а также малое число участников. Плюсом — совершенная система категорий. Активное участие в написании горномарийской Википедии принимают студенты МарГУ.

## Статистика
- 12 февраля 2012 года — 5054 статьи;
- 1 мая 2013 года — 5100 статей, глубина — 3,8;
- 16 июля 2025 года — 10 430 статей, глубина — 5,2.

На 16 июля 2025 года  в горномарийской Википедии зарегистрирован(о) 11 752 участника, из них 11 совершили какое-либо действие за последние 30 дней, а 1 участник имеет статус администратора. Общее число правок составляет 107 063.